# IC 417
IC 417, auch Spinnennebel genannt, ist ein Emissionsnebel mit einem eingebetteten offenen Sternhaufen im Sternbild Auriga am Nordsternhimmel. Er ist schätzungsweise 7500 Lichtjahre vom Sonnensystem entfernt und hat einen Durchmesser von etwa 26 Lichtjahren. 

In unmittelbarer Umgebung befinden sich der Nebel NGC 1931, der Flammensternnebel IC 405 und die offenen Sternhaufen Messier 36, Messier 37 und Messier 38.
Die Art, wie der offene Sternhaufen in den Emissionsnebel eingebettet ist, hat Ähnlichkeit zum Rosetten- und Kokon-Nebel.
Das Objekt und wurde am 25. September 1892 vom deutschen Astronomen Max Wolf entdeckt.